# 普拉亚阿苏尔 (米却肯州)
普拉亚阿苏尔（西班牙語：Playa Azul）是墨西哥的一个城镇，位于米却肯州的拉萨罗卡德纳斯市镇。“普拉亚阿苏尔”在西班牙语中为“蓝色海滩”之意。